# Xavier Cornejo
Francisco Xavier Cornejo Sotomayor (1968) es un botánico ecuatoriano que, desde 1993, ha trabajado en el herbario de la Universidad de Guayaquil, Ecuador.
Ha trabajado como investigador asociado para la colección e identificación de plantas. Citado como uno de los coleccionistas más importantes de especímenes de plantas vasculares en Ecuador es el responsable de la descripción de 100 especies nuevas a partir de una amplia gama de familias de plantas vasculares, de las cuales aproximadamente 70 son nativas de Ecuador, así como 10 géneros, principalmente de la familia Capparaceae. Durante su tiempo en la universidad, Cornejo ha dado varios cursos de botánica tanto en Guayaquil como en la Pontificia Universidad Católica del Ecuador (PUCE-M) en la provincia de Manabí, Ecuador. También ha estado involucrado en muchos proyectos para estudiar la flora y la fauna de determinadas regiones de su país y ha creado tratamientos monográficos para las familias Proteaceae y Nymphaeaceae para la flora de Ecuador en proyecto. Actualmente se está trabajando en la taxonomía de las Capparaceae neotropicales (familia de las alcaparras). Desde 2007 hasta 2012 Cornejo ha sido un miembro del personal del herbario del Jardín Botánico de Nueva York.[cita requerida], actualmente es curador del herbario GUAY de la Universidad de Guayaquil.

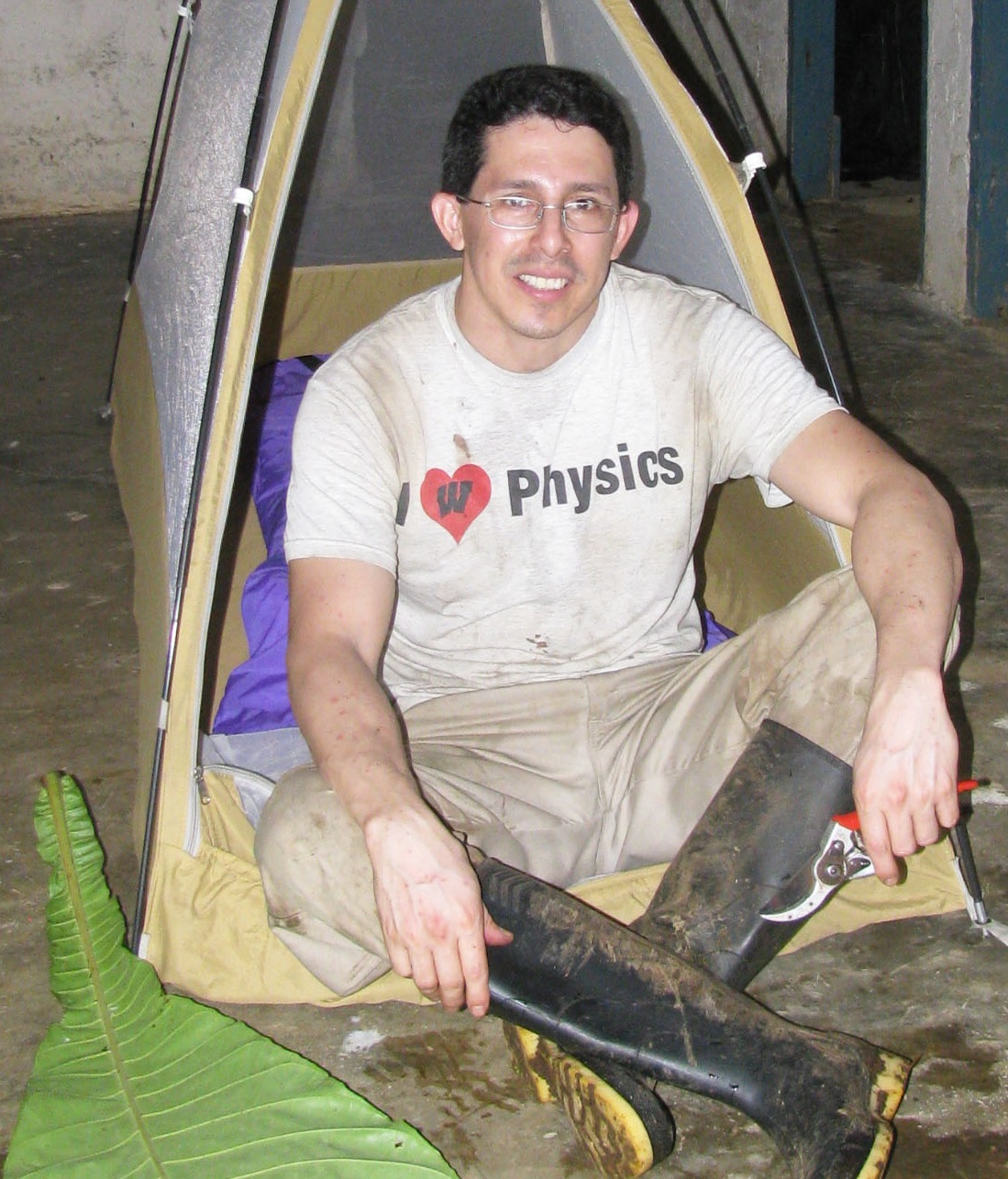
Xavier Cornejo en hacienda Clementina, Los Rios, Ecuador, Abr 2010.

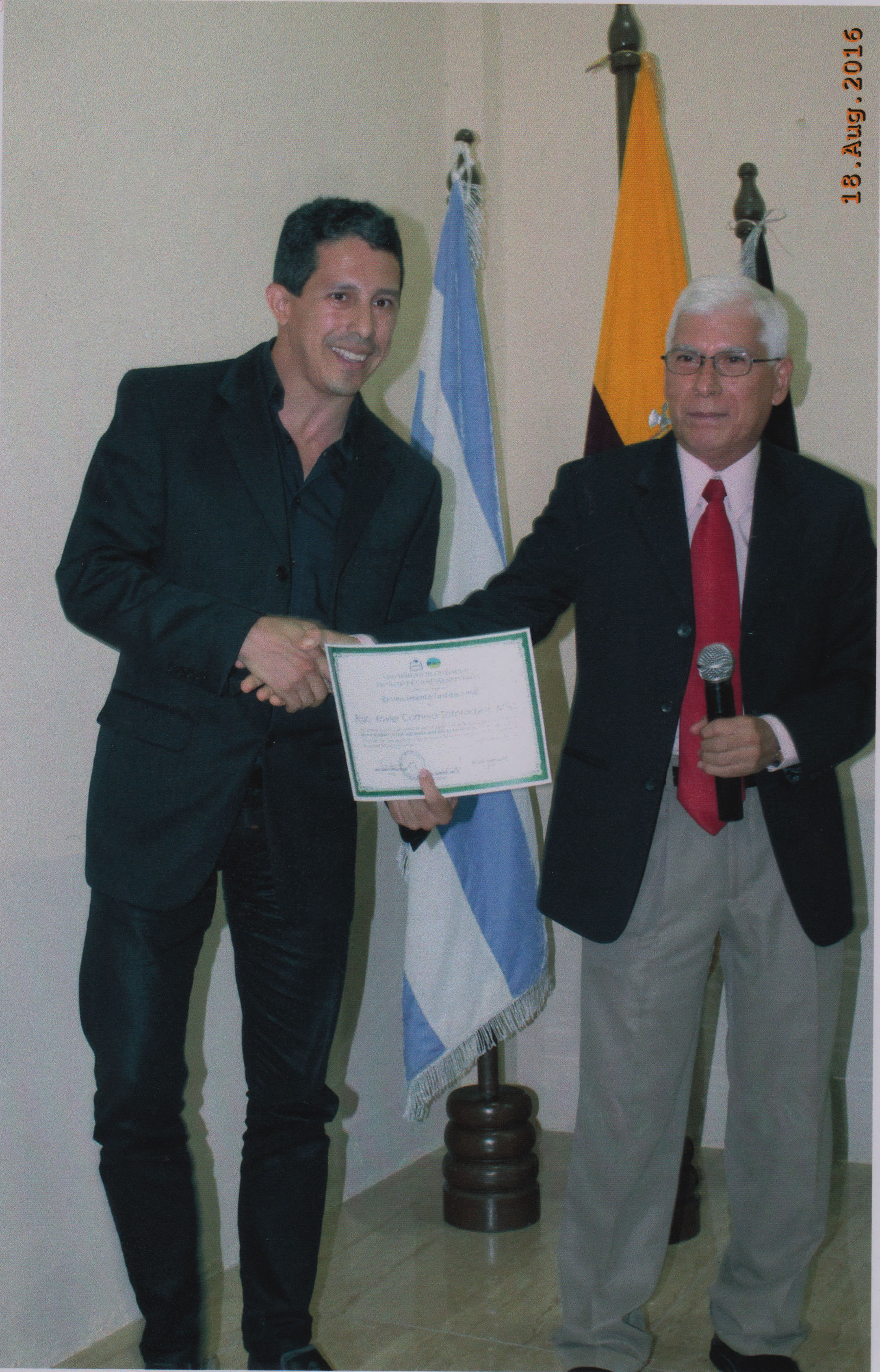
Reconocimiento por mayor número de artículos científicos publicados en la institución, Ago 2016, aniversario 47 de la Facultad de Ciencias Naturales, Universidad de Guayaquil.

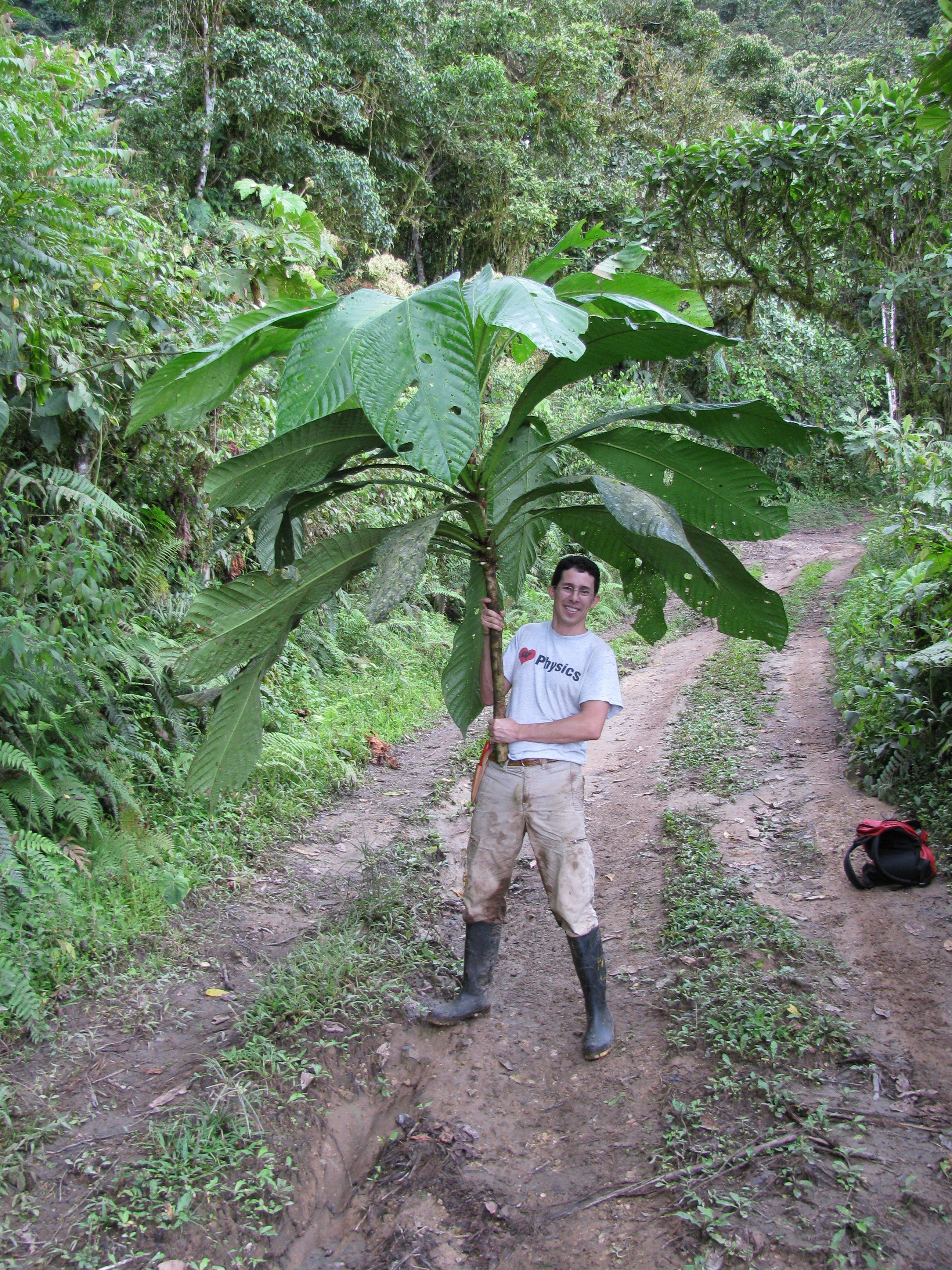
Xavier Cornejo colectando Grias theobromicarpa (Lecythidaceae), una nueva especie de árbol de hojas enormes, 18 de enero de 2009, estribaciones occidentales de la provincia de Pichincha, Ecuador.

## Honores

### Eponimia
Las siguientes especies de plantas han sido nombradas en su honor en reconocimiento a sus contribuciones al campo de la botánica: Marsdenia cornejoi Morillo (Apocynaceae), Matelea cornejoi Morillo (Apocynaceae), Acianthera cornejoi Luer (Orchidaceae), Platystele cornejoi Luer (Orchidaceae), Lepanthes cornejoi Luer (Orchidaceae), Campylocentrum cornejoi Dodson (Orchidaceae), Anthurium cornejoi Croat (Araceae), Spathiphyllum cornejoi Croat (Araceae), Psychotria cornejoi C.M. Taylor (Rubiaceae), Quararibea cornejoi Fern.-Alonso (Malvaceae), Meliosma cornejoi E. Ramos (Sabiaceae).[cita requerida]

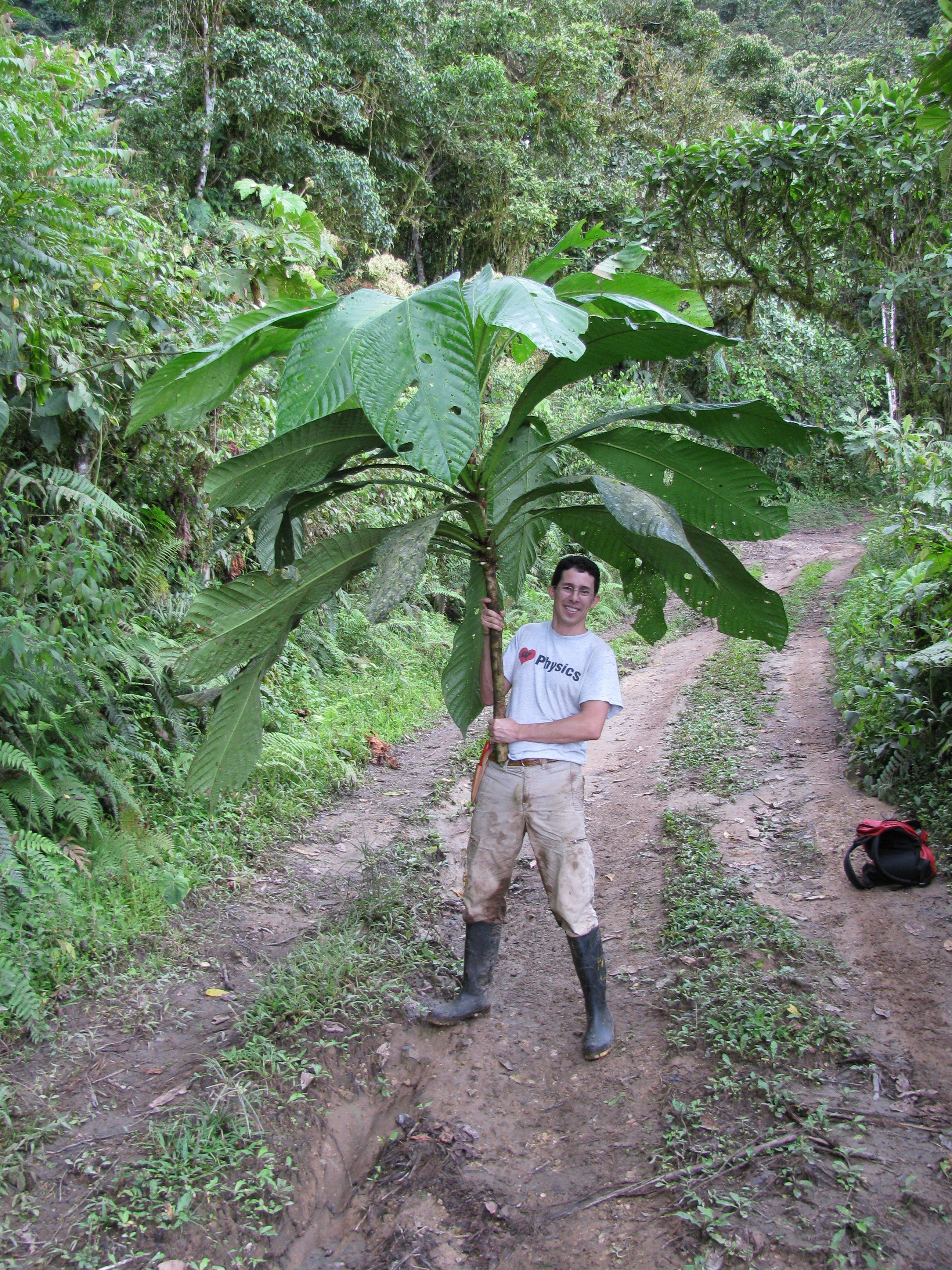
Xavier Cornejo colectando Grias theobromicarpa (Lecythidaceae), una nueva especie de árbol de hojas enormes, 18 de enero de 2009, estribaciones occidentales de la provincia de Pichincha, Ecuador.
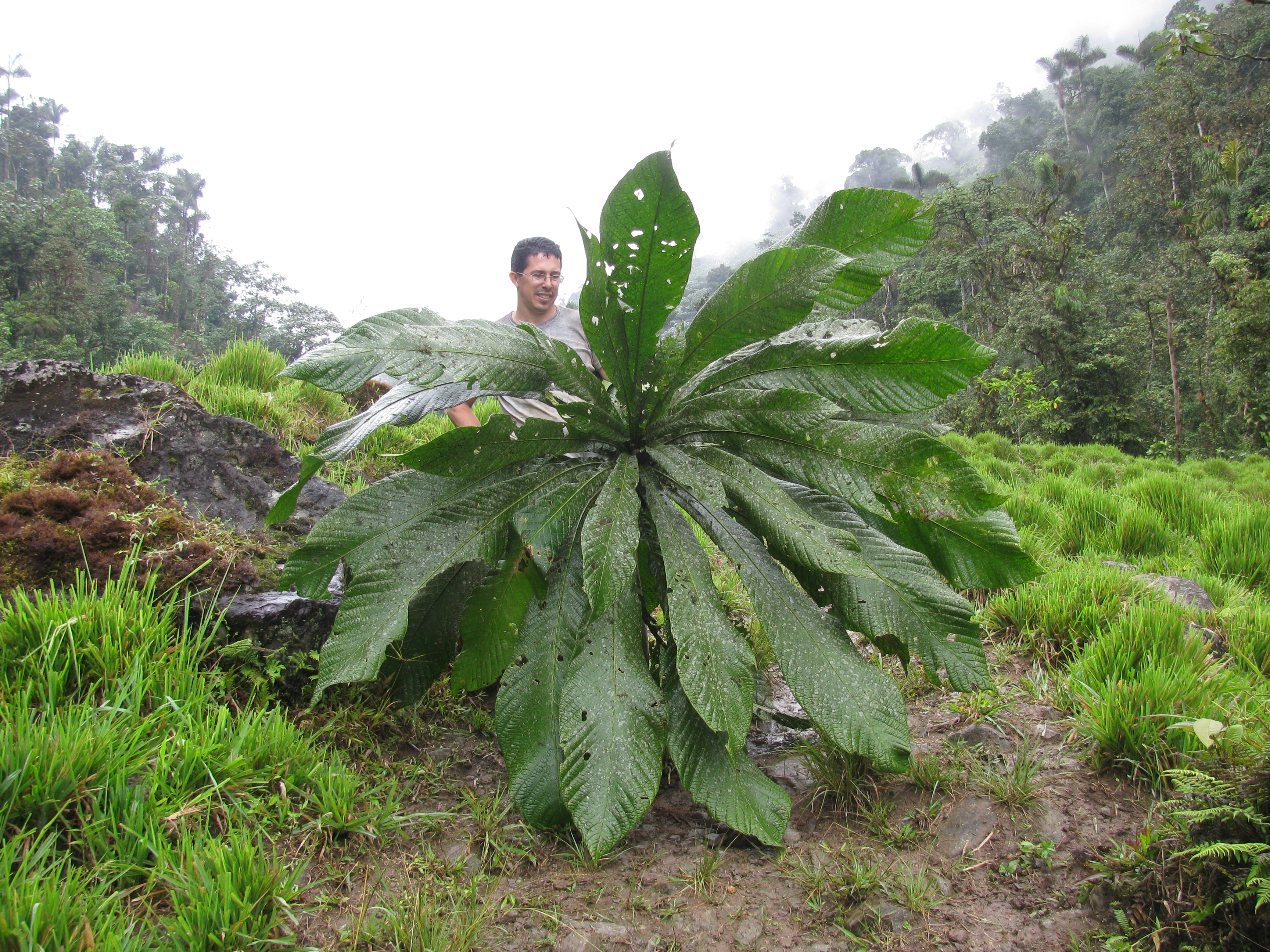
Descubrimiento de Grias subbullata (Lecythidaceae).
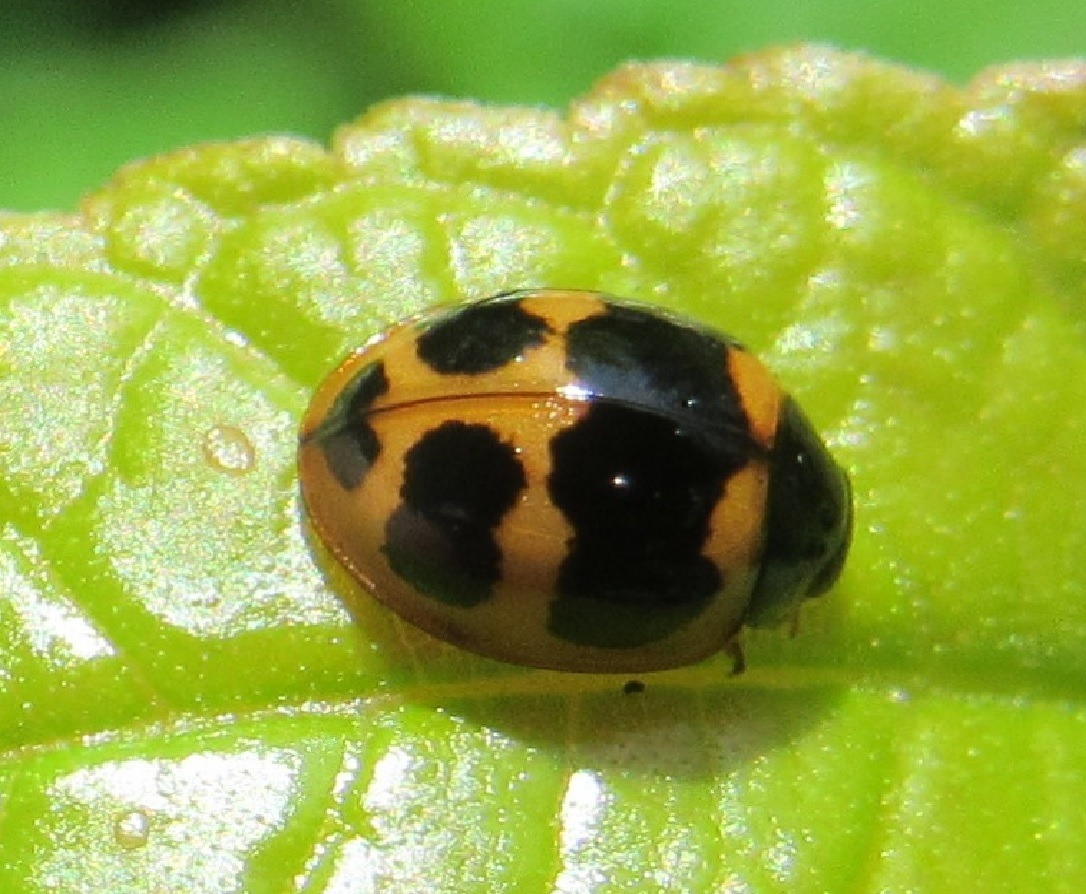
Zagreus cornejoi (Coccinellidae), especie dedicada por su afición a los insectos, foto tomada en la localidad del tipo, Facultad de Ciencias Naturales, Universidad de Guayaquil.
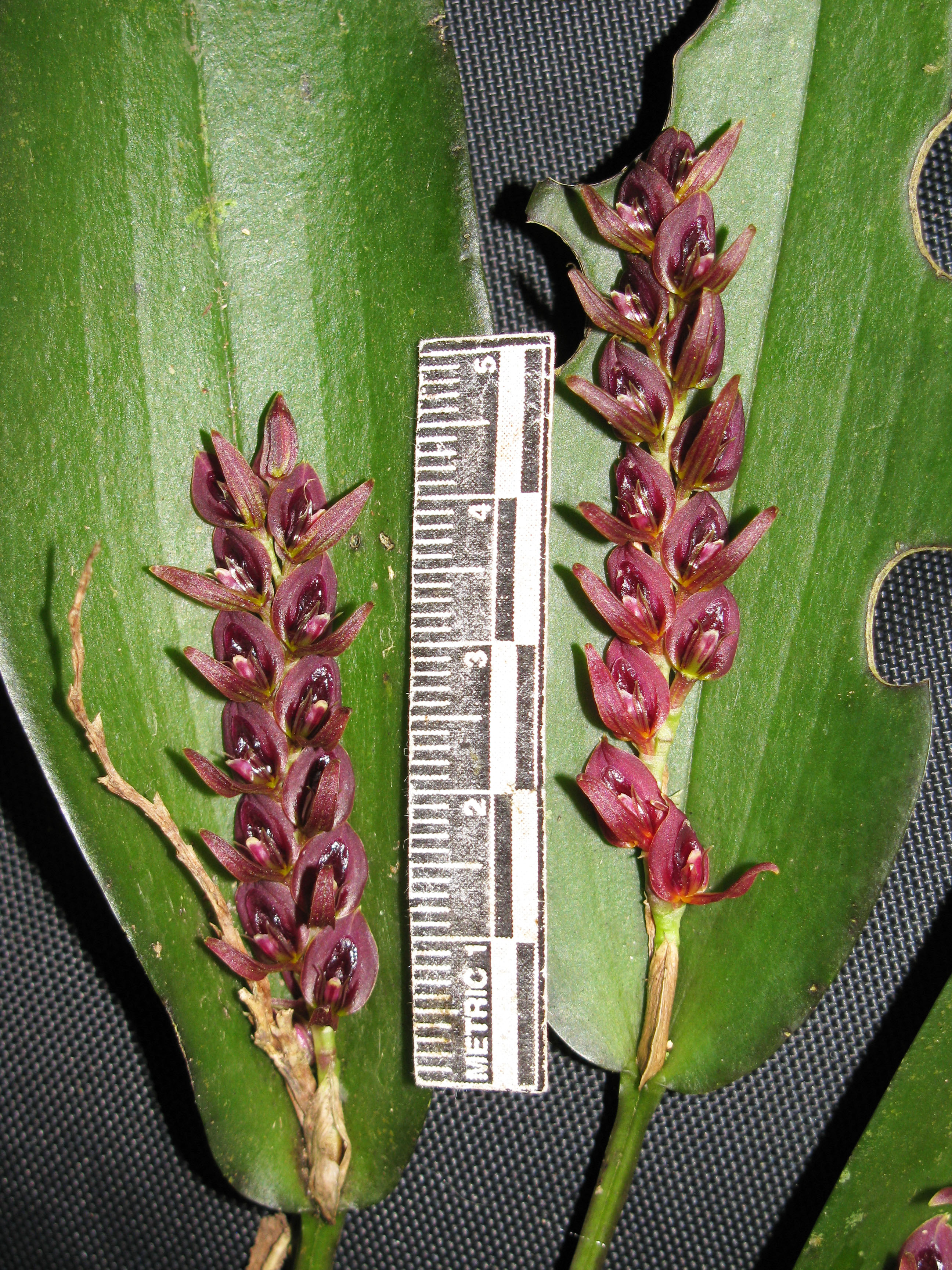
Acianthera cornejoi

- La abreviatura «Cornejo» se emplea para indicar a Xavier Cornejo como autoridad en la descripción y clasificación científica de los vegetales.[5]